# Семён Дмитриевич

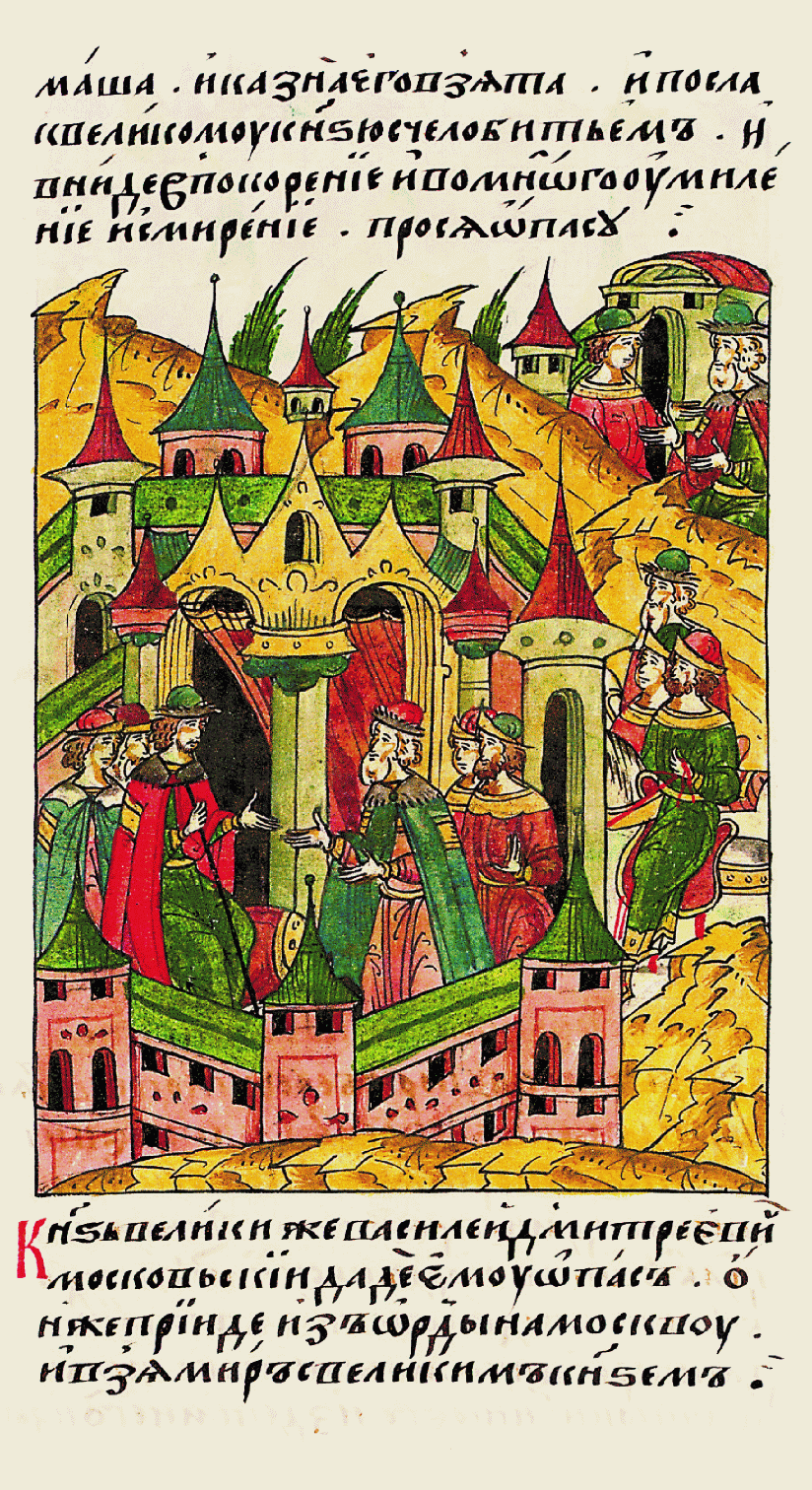
Примирение великого князя Василия Дмитриевича с князем Семёном Дмитриевичем

Симео́н (Семён) Дми́триевич (? — 21 декабря 1402) — второй сын великого князя Суздальско-Нижегородского Дмитрия Константиновича, князь Суздальский, родоначальник младшей ветви князей Шуйских. Всю жизнь воевал с московскими великими князьями, стремясь вернуть земли своего отца.
В 1382 году вместе со старшим братом Василием Кирдяпой участвовал в походе хана Тохтамыша на Москву.
После смерти Дмитрия Константиновича Семён вместе с братом получил Суздаль и с переменным успехом боролся за Нижний Новгород с дядей Борисом Константиновичем. В 1393 году великий князь Московский и Владимирский Василий Дмитриевич купил в Орде ярлык на Нижний Новгород и изгнал Василия и Семёна из Суздаля, дав им взамен Шую. Василий Кирдяпа примирился с великим князем, а Семён решил продолжить борьбу. В 1399 году (по другим данным это был 1395) с булгарскими и татарскими отрядами он захватил Нижний Новгород, после чего его войска, ослушавшись приказа, разграбили город. 
В 1401 году Василий I отправил на Семёна войско, которому удалось захватить семью князя. Узнав об этом, Семён стал искать мира и был отпущен великим князем в Вятку, где в том же году умер.
От брака с некой Александрой оставил сына Василия, от которого пошли князья Горбатые-Шуйские и Глазатые-Шуйские.